# 各年のモルディブの一覧

モルディブの国旗

各年のモルディブの一覧（かくねんのモルディブのいちらん）は、モルディブの各年ごとの記事の一覧。この一覧ではモルディブの各年ごとの記事の他、各世紀と各年代、モルディブの各分野における各年ごとの記事についても取り扱う。

## 一覧

### 21世紀
- 2000年代
  - 2005年のモルディブ（英語版）

- 2010年代
  - 2012年のモルディブ（英語版） 2013年のモルディブ（英語版） 2018年のモルディブ（英語版）

- 2020年代
  - 2020年のモルディブ（英語版）